# Confederação Brasileira de Automobilismo
A Confederação Brasileira de Automobilismo (CBA) é o órgão máximo responsável pela organização, planejamento, regulamentação e criação de normas envolvidas no desporto automobilístico do Brasil. Filiada a Federação Internacional do Automóvel, é uma associação civil de caráter social, técnico desportivo que entre outras atribuições, representa os pilotos associados. Sua sede é na cidade do Rio de Janeiro.

## História
Desde a invenção do automóvel, existem disputas de "motoristas" e suas máquinas para descobrir o melhor desempenho máquina/humano. No Brasil não foi diferente. Em 1902, houve a primeira corrida de carros do Brasil, no Hipódromo da Mooca, em São Paulo. No Rio de Janeiro, a primeira carreira automobilística foi em 1905, com a largada no Largo do Machado. Em 1907 é fundado o Automóvel Clube do Brasil (ACB), no Rio de Janeiro, sendo a primeira entidade responsável por competições esportivas com automóveis do Brasil. A primeira competição oficial do Brasil, ocorreu em 1908, quando foi criado o "Circuito de Itapecerica da Serra", no estado de São Paulo.
Passadas várias décadas, o Brasil já possuía inúmeras competições automobilísticas, mas um descontentamento entre os pilotos de como o ACB se posicionava em relação as competições e no seu gerenciamento (muito "glamour" e pouco profissionalismo). Foi quando, no início da década de 1960, houve um alinhamento de ideias entre pilotos e empresários esportivos na profissionalização da categoria, através da criação de uma confederação. Para isso, era necessário um número mínimo de federações estaduais. Foi com a criação de algumas federações, como a Federação Paranaense de Automobilismo, a Federação de Automobilismo de São Paulo, a Federação Gaúcha de Automobilismo, a Federação Carioca de Automobilismo e a Federação Mineira de Automobilismo, com a ajuda do Automóvel Clube de Brasília e do Automóvel Clube de Blumenau (entidades fundadoras da CBA), que em 7 de setembro de 1961, fundou-se a "Confederação Brasileira de Automobilismo".
Em poucos meses, a CBA já tinha o apoio de mais de uma dezena de entidades estaduais. Para não ocorrer conflitos de competições e campeonatos com a ACB, primeiramente foram criados categorias para o kart e Rali. Para profissionalizar o automobilismo brasileiro, a CBA criou, ainda na década de 1960, escolas de pilotagem e investiu na formação de "agentes oficiais de competição e de cronometragem". Edgard Bezerra Leite foi o primeiro presidente da CBA.
Com o passar dos anos, a CBA assumiu todas as competições oficiais em território brasileiro.
O profissionalismo que a categoria necessitava e que culminou com a criação da CBA, permitiu que o Brasil fosse incluído no circo da Fórmula 1 já em 1973, pouco mais de 10 anos depois da sua criação. A entidade também apoiou o início da carreira de centenas de pilotos que se destacaram internacionalmente.

## Competições
Na atualidade, a CBA organiza ou supervisiona dezenas de competições, como por exemplo: Stock Car Brasil, Stock Light, F-Renault, Clio, F-Truck, Pick Up Racing, Brasileiro de Endurance, Brasileiro Rally de Velocidade, de Regularidade, de Cross-Country, Rally 4x4, Velocidade Terra Tubular, Brasileiro de Kart, Sul Americano de Kart, Copa Brasil de Kart, Rally Mitsubishi de Velocidade, de Regularidade, Copa Peugeot, Rally Universitário, Brasileiro de Marcas e Pilotos, F-Brasil 1600, troféu Maserati, Campeonato Brasileiro de Turismo, entre outras.

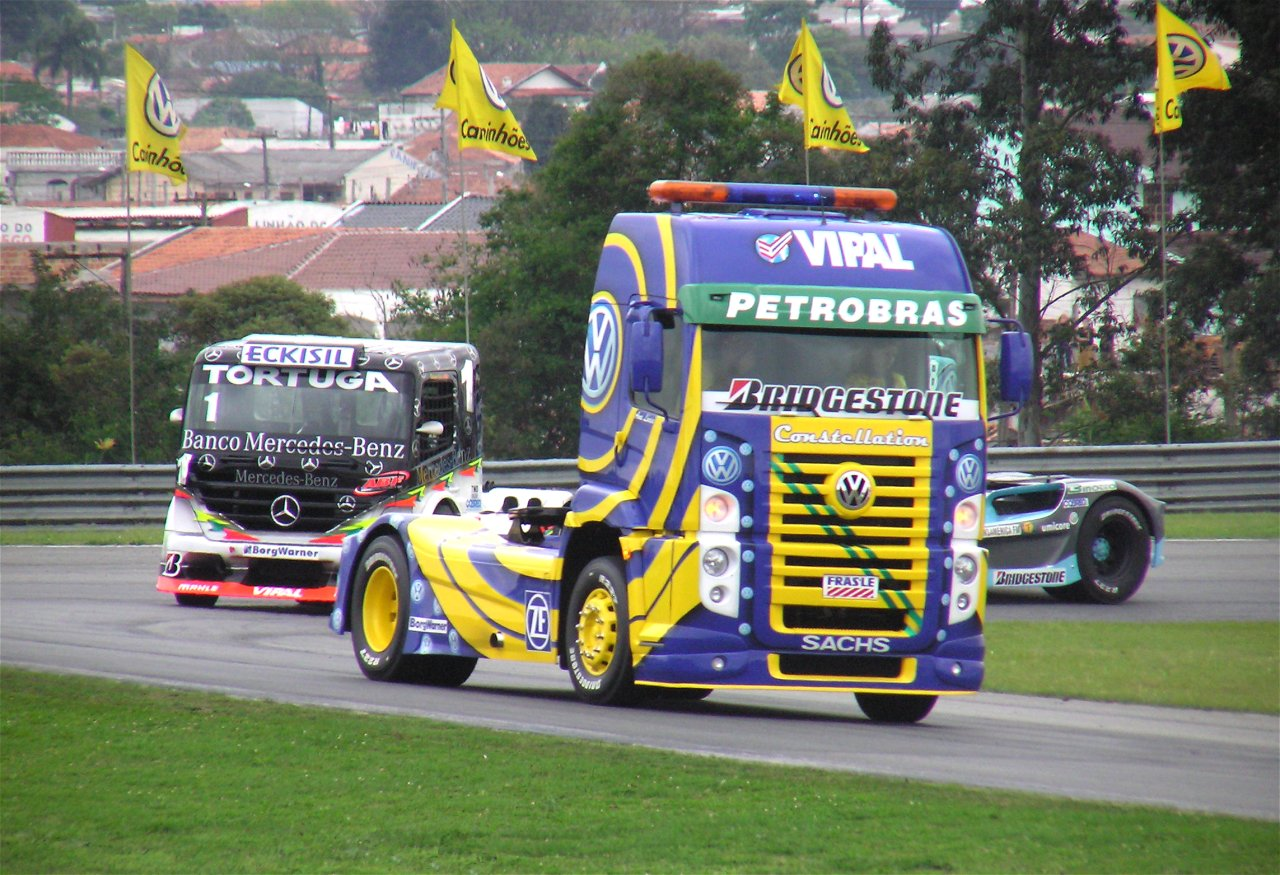
Fórmula Truck
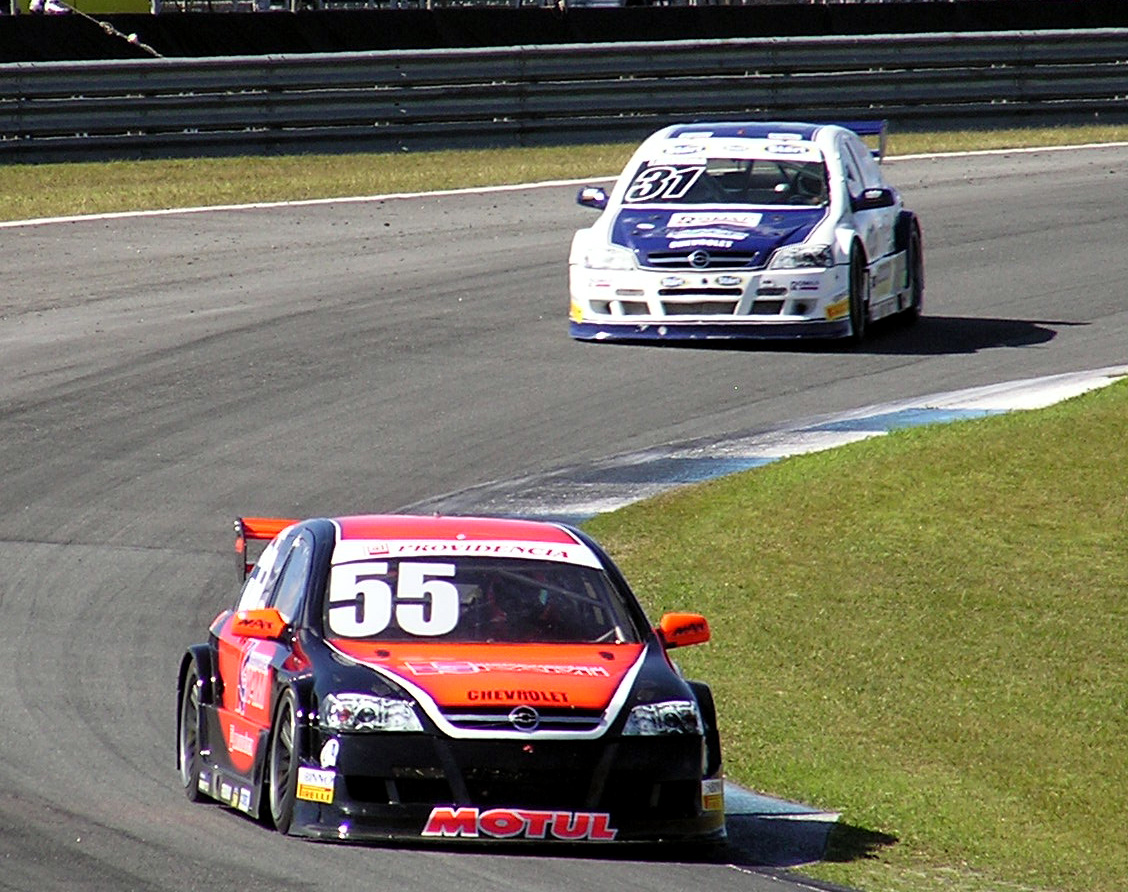
Stock Car Pro Series
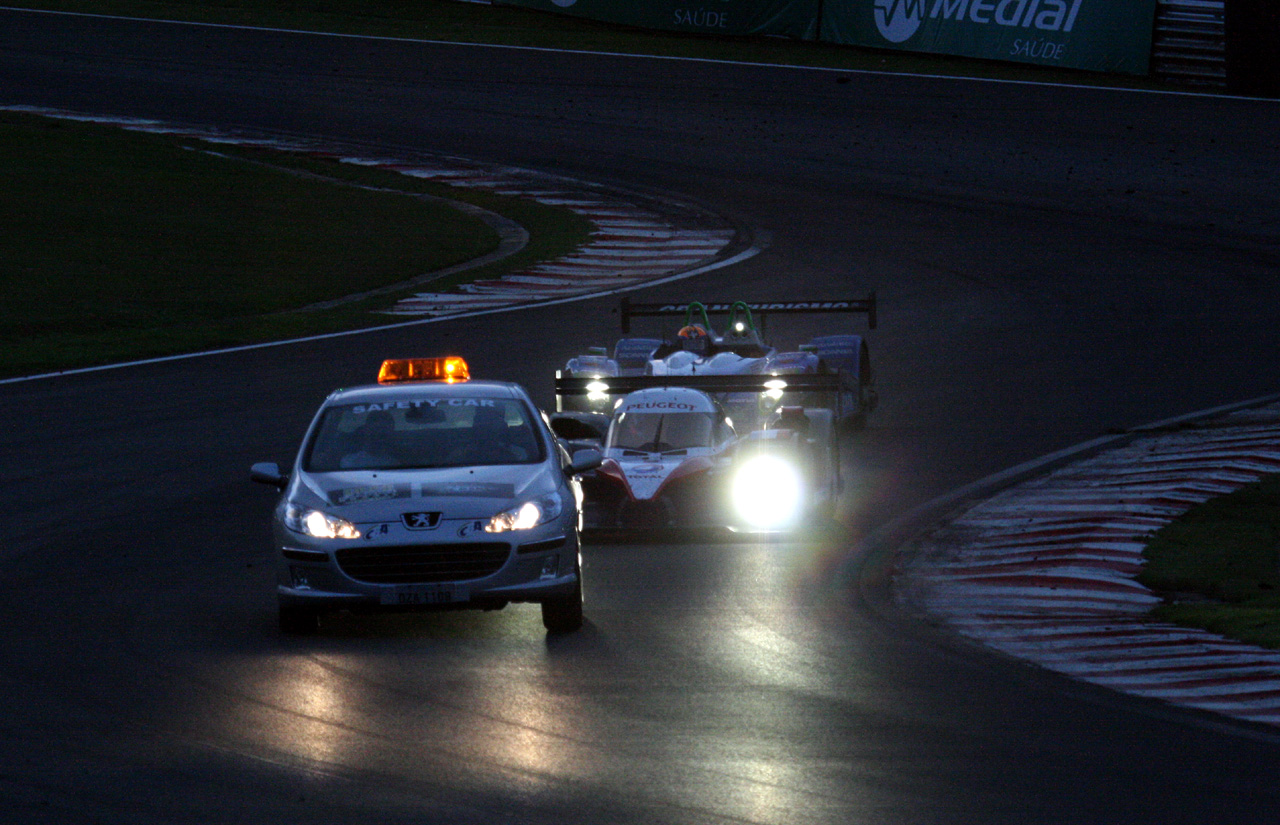
Mil Milhas Brasileiras